# 北斗駅
北斗駅（ほくとえき）は北海道釧路市北斗（旧・字ピラトマイ）にあった、雄別鉄道雄別本線の駅である。雄別鉄道の廃止とともに廃駅となった。

## 概要
当路線開通とともに開設された。当時は新釧路駅 - 波辛駅（後の阿寒駅）間には北斗駅しかなく、列車交換のため設けられた面もある。1942年（昭和17年）頃までは交換駅としてダイヤが組まれていたため場内信号設備が設置されていた。その後は他の駅が交換駅となり、信号設備は撤去された。

## 歴史
- 1923年（大正12年）1月17日：北海炭礦鉄道 釧路駅 - 雄別炭山駅間開業に伴い平戸前駅（ひらとまええき）として開業[2]。一般駅。
- 1956年（昭和31年）3月21日：雄別炭礦鉄道 北斗駅に改称。
- 1970年（昭和45年）4月16日：当路線廃止に伴い廃駅。

## 駅構造
駅舎は北東側（山側）に設置され、木造の島式ホーム1面を有していた。

## 現状
廃線後は本線跡がサイクリングロードになり、当駅構内北西側に当たる位置に実際の構内の4分の1程度の大きさでロードが複線状にされて、駅のモニュメントとなっている。現在も残ってはいるが木々が生い茂っているため、モニュメントか何だか判らない状態になっている。

## 隣の駅
雄別鉄道
雄別本線
鶴野駅 - 北斗駅 - 山花駅